# 許尼巴赫河 (阿勒河支流)
46°44′31″N 7°38′50″E / 46.74185°N 7.64714°E
許尼巴赫河是瑞士的河流，位於該國中西部，流經伯恩州，屬於阿勒河的支流，河道全長4.5公里，流域面積5.9平方公里，河口處在圖恩湖。